# Jour commémoratif (Azerbaïdjan)

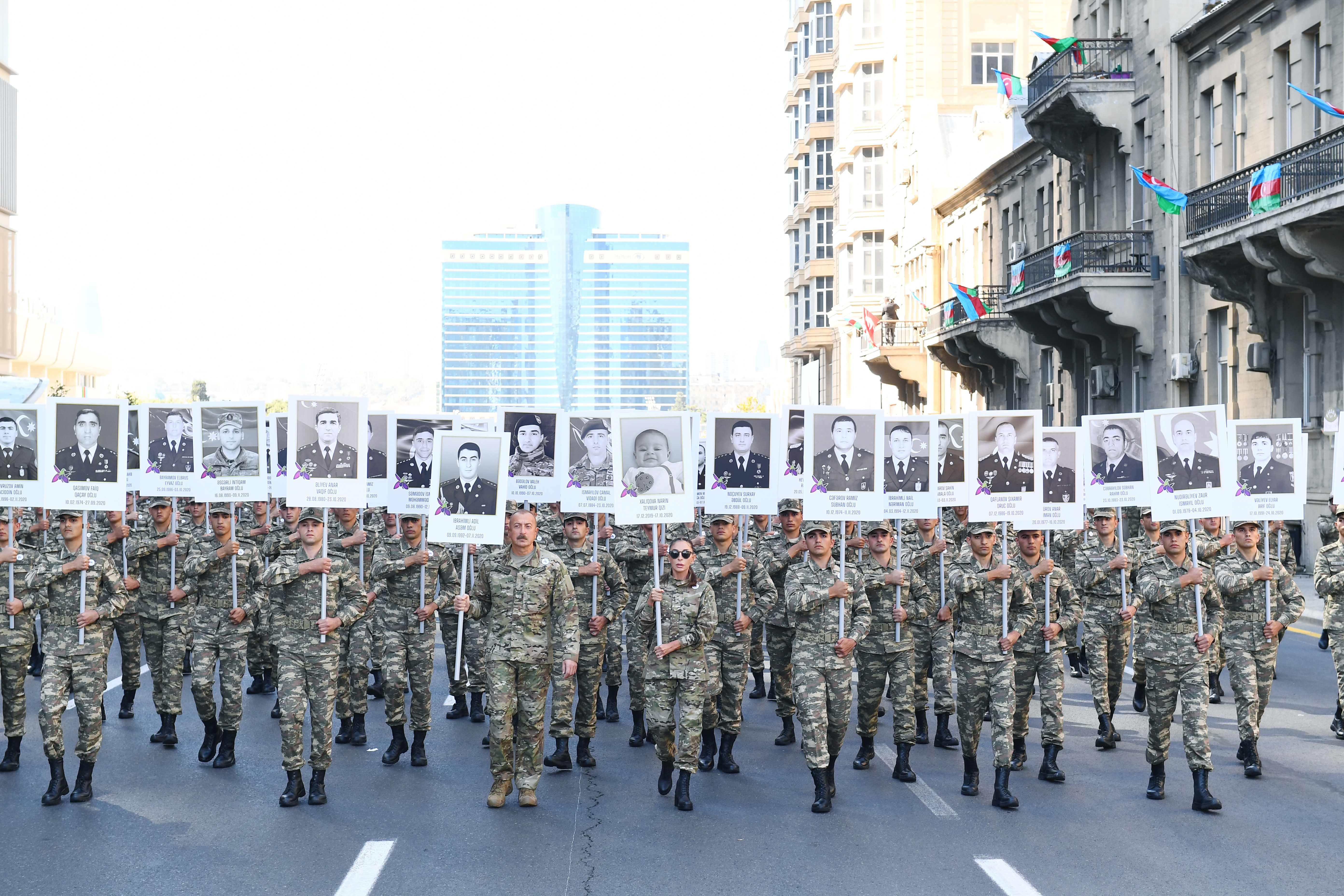

Le Jour commémoratif en Azerbaïdjan (en azerbaïdjanais: Azərbaycanda Anım Günü) est un jour férié en Azerbaïdjan pour honorer et pleurer les militaires décédés alors qu'ils servaient dans les forces armées azerbaïdjanaises pendant la guerre du Haut-Karabakh de 2020, officiellement qualifiée de guerre patriotique. Instituée par décret du président azerbaïdjanais du 2 décembre 2020, la fête a lieu le 27 septembre, jour du début de la guerre.
Pendant la guerre, le gouvernement azerbaïdjanais n'a pas révélé le nombre de ses pertes militaires. Le 3 décembre, l'Azerbaïdjan a déclaré que 2 783 de ses soldats avaient été tués pendant la guerre.

## Histoire
Le 27 septembre 2020, des affrontements ont éclaté dans la région du Haut-Karabakh, contrôlée de facto par la République autoproclamée et non reconnue de l'Artsakh, mais faisant partie de jure de l'Azerbaïdjan. Les forces azerbaïdjanaises ont d'abord avancé dans les districts de Fuzuli et de Jabrayil, prenant leurs centres administratifs respectifs. De là, ils se sont dirigés vers Hadrout. Les troupes azerbaïdjanaises ont commencé à avancer plus intensément après la chute de Hadrout vers le 15 octobre, et les Arméniens ont commencé à battre en retraite, les Azerbaïdjanais prenant alors le contrôle de Zangilan et de Qubadli. Lançant une offensive pour Latchin, ils ont également pénétré dans le district de Choucha à travers ses forêts et ses cols de montagne.
À la suite de la prise de Choucha, la deuxième plus grande ville du Haut-Karabakh, un accord de cessez-le-feu a été signé entre le président de l'Azerbaïdjan, Ilham Aliyev, le Premier ministre arménien, Nikol Pachinian, et le président de la Russie, Vladimir Poutine, mettant fin à tout hostilités dans la région à partir de 00h00, le 10 novembre 2020, heure de Moscou. En vertu de cet accord, les parties belligérantes garderont le contrôle de leurs zones actuellement détenues dans le Haut-Karabakh, tandis que l'Arménie rendra les territoires environnants qu'elle occupait en 1994 à l'Azerbaïdjan. L'Azerbaïdjan obtiendra également un accès terrestre à son enclave de Nakhitchevan bordant la Turquie et l'Iran. Environ 2 000 soldats russes seront déployés en tant que forces de maintien de la paix le long du couloir de Latchin entre l'Arménie et le Haut-Karabakh pour un mandat d'au moins cinq ans.